# V416 Большого Пса
V416 Большого Пса (лат. V416 Canis Majoris), HD 50494 — двойная затменная переменная звезда типа W Большой Медведицы (EW) в созвездии Большого Пса на расстоянии приблизительно 386 световых лет (около 118 парсеков) от Солнца. Видимая звёздная величина звезды — от +8,99m до +8,61m. Орбитальный период — около 0,4186 суток (10,047 часов).

## Характеристики
Первый компонент — жёлто-белая звезда спектрального класса F6V или F7V.